# 영국의 이스라엘-하마스 전쟁 시위
영국의 2023년 이스라엘-하마스 전쟁 시위는 2023년 10월 7일 이스라엘-하마스 전쟁이 발발한 이래 영국에서 이어지고 있는 시위이다. 시위 참가자들은 농성, 시위, 행진, 청원 등 다양한 방식으로 영국 정부를 향해 목소리를 내고 있으며, 연예계와 영국 내 노동조합, 그리고 일부 영국 정치인들도 반전 시위에 지지하는 의견을 발표하기도 했다. 영국의 내무부 장관이었던 수엘라 브레이버먼은 해당 시위에 대해 강도 높은 비판을 이어가다 2023년 11월 13일 해임되었다.

## 시위, 행진, 농성 및 철야시위
이스라엘이 가자에서 반격을 펼치는 몇 주 동안 영국 전역에서 팔레스타인을 지지하는 시위와 집회, 행진이 다수 열렸다. 가장 큰 규모의 시위는 런던에서 벌어졌는데, 2023년 10월 15일에는 수천 명, 10월 21일에는 100,000명, 10월 28일에는 70,000명, 11월 4일에는 30,000명, 11월 11일에는 300,000명이 시위에 참여했다. 11월 11일의 행진은 영국에서 일어난 가장 큰 행진 중 하나로, 일부 언론은 이 시위가 2003년 이라크 침공 반대 시위 이후 가장 큰 시위인 것으로 추정했다.
영국의 다른 지역에서도 수십만 명이 시위를 벌였다. 스코틀랜드의 경우 에든버러, 글래스고, 던디, 포레스, 덤프리스, 애버딘 등지에서 시위가 벌어졌고, 잉글랜드에서는 리즈, 블랙번, 맨체스터, 셰필드, 버밍엄, 옥스퍼드, 스윈던, 브리스틀, 노리치, 브라이턴, 사우샘프턴 등지에서 시위가 벌어졌다. 웨일스에서는 카디프, 스완지, 애버개브니 , 뉴포트 등에서 시위가 벌어졌고, 북아일랜드는 미국 영사관이 있는 벨파스트를 비롯하여 러건, 아마, 데리 등에서 시위가 벌어졌다.
농성은 런던 킹스크로스역, 런던 워털루역, 리버풀 라임 스트리트역, 맨체스터 피카딜리역, 에든버러 웨이벌리역, 글래스고 센트럴역, 브리스틀 템플 미즈역 같은 기차역에서 진행됐다. 브리스틀에서는 학생들이 일련의 동맹휴학을 통해 시위를 벌였고, 이스트런던에서는 영국 노동당이 팔레스타인에서의 휴전을 거부하자 고등학생들이 노동당 소속 웨스 스트리팅 의원이 참석한 집회를 거부했다. 셰필드에서 시위대는 셰필드 시청 옥상에서 이스라엘 국기를 철거하고 팔레스타인 국기를 게양했다. 사우스요크셔 경찰은 이 사건이 인종차별적인 공공질서 위반이며 증오범죄라고 밝혔다.

## 청원
영국 국민들은 이스라엘과 팔레스타인에서 발생하는 위기와 이와 관련된 여러 가지 문제들에 대해 정치인들과 기관들에 청원했다. 일례로 2023년 이스라엘-하마스 전쟁 초기에 하마스가 이스라엘을 공격했을 때 브리스틀 시의회가 이스라엘의 국기 색깔인 파란색과 하얀색으로 시의회 청사를 비춘 적이 있었기 때문에, 브리스틀에서 거주하거나 일하거나 공부하는 수백 명의 사람들은 브리스틀 시의회에게 이스라엘이 사살한 팔레스타인 주민을 기리기 위해 시의회 청사를 팔레스타인의 국기 색깔로 비출 것을 청원했다. 또한 브리스틀에서는 잉글랜드 웨일스 녹색당의 공동 당대표이자 클리프튼 다운의 의장인 카를라 데녀에게 휴전을 촉구하는 청원을 보냈으며, 이 청원의 서명자 중에는 지역 캠페인 지도자들과 부모들이 포함된 "팔레스타인을 위한 동맹휴학"이 조직한 시위에 참여한 학생 및 어린이들도 다수 포함되어 있었다. 옥스퍼드 대학교의 졸업생 및 동문들은 대학에 휴전을 촉구하는 청원을 보냈으며 서명자는 총 2,000명이었다. 1,400명이 참여한 케임브리지 대학교 청원은 "무고한 팔레스타인인들의 학살" 및 "이스라엘과의 경제적 연대 중단"을 촉구하는 내용이 담겨 있었으며 이스라엘을 잠정적으로 지원할 수도 있는 무기 회사들과의 경제적 지원을 중단할 것을 요구했다.

## 시민 사회

### 법조계
2023년 10월 13일과 16일, 팔레스타인을 위한 국제정의센터 소속 변호사들이 영국의 총리 리시 수낵, 영국 노동당 대표 키어 스타머, 노동당 소속 정치인 에밀리 손베리, 데이비드 래미에게 고시를 전달하며, 이스라엘의 전쟁 범죄를 지지하거나 권유하는 정치인들을 기소하려는 목적이 담겨 있었다. '이스라엘의 자기방어권"에 입각해 연좌제 전쟁범죄를 정당화하려는 것처럼 보이는 예비 법무장관 에밀리 손베리와 데이비드 래미의 발언 이후 해당 고시들이 나왔다. 이 편지들은 국제정의센터의 공동 회장인 영국 보수당의 크리스핀 블런트와 바인드먼 로펌 파트너 타야브 알리가 작성했다.
10월 15일 글래스고 대학교의 유네스코 의장 앨리슨 필립스와 켄트 대학교의 법학교수 나딘 엘엘나니, 런던 대학교 상급연구학교 인권 교수 대미언 쇼츠를 비롯한 영국의 법학, 분쟁학, 홀로코스트, 학살 연구 교수들이 "국제법 검토를 위한 제3세계 접근법" 홈페이지에 "가자지구에서 팔레스타인인들에 대한 이스라엘군의 대량학살 범죄가 자행될 가능성에 대해 경종을 울리지 않을 수 없었다"라는 선언문을 게재했다.
데이비드 뉴버거 경, 왕실 고문 필립 샌즈, 왕실 고문 리처드 허머를 포함한 영국에서 저명한 영국계 유대인 8명이 2023년 10월 17일 파이낸셜 타임스에 이스라엘이 가자에서 수행 중인 작전에 "심각한 우려"를 표하는 편지를 보내며, "그들[즉 가자의 2백만 주민]을 포위하고 식량과 물과 같은 기본적인 생필품을 박탈하는 것은 중대한 국제법 위반이 될 것"이라는 점과 "집단적인 처벌은 전쟁법에 의해 금지된다"는 점, 그리고 이스라엘에게 그들의 의무를 상기시키는 것은 "무감각하거나 부적절하다"는 것이 아니라는 점을 밝혔다.  같은 날인 10월 17일 LBC에서 노동당 대표 키어 스타머가 이스라엘이 가자 지구의 전기와 수도 공급을 중단할 수 있는 권리가 있다고 밝히자 영국의 대학에 있는 39명의 법학교수들이 연좌제를 비롯한 이스라엘의 전쟁범죄에 대한 노동당의 입장을 명확히 할 것을 노동당 대표 키어 스타머에게 요구했다.
수백명의 변호사들이 10월 26일자 공개서한에 서명하여 이스라엘의 국제법 위반에 대한 우려를 표명한 뒤 영국 정부에 휴전을 압박하고 이스라엘에 대한 무기 판매를 중단할 것을 요구했다. 서명인에는 왕실 고문인 제프리 바인드먼, 앤드루 홀, 테오도어 허클을 비롯한 수많은 법학자가 포함되어 있었다.

### 의료 서비스 종사자
왕립 간호대학은 성명을 통해 이스라엘과 가자지구의 민간인과 의료인에 대한 '악행'을 규탄하고, 의료는 인권이기 때문에 의료인들이 폭력의 위협 없이 병들고 다친 사람들을 돌볼 수 있게 해줄 것을 요구했다. 영국 이슬람의학협회가 마련한 다른 서한에서는 수낵 총리가 팔레스타인 위기를 평화롭게 해결하도록 촉진하는 데 "주도적으로 나서야 한다"고 요구했다.